# Václav Hanka
Václav Hanka, též Váceslav Váceslavič (podle ruského vzoru) (10. června 1791 Hořiněves – 12. ledna 1861 Praha), byl český spisovatel, básník, národní buditel, jazykovědec, slavista, literární historik, knihovník, archivář, kustod historických sbírek, publicista, překladatel, editor staročeských a staroslověnských památek, vysokoškolský pedagog a pravděpodobně také falzifikátor.

## Život
Pocházel ze skromných poměrů, byl synem vesnického řezníka. Po absolvování gymnázia v Hradci Králové (1809) odešel do Prahy studovat na univerzitu, absolvoval však jen přípravku filosofie, jež byla prvním stupněm pro další studia. V letech 1813–1814 studoval práva ve Vídni, studia ho nebavila, přerušil je a zabýval se žurnalistickou prací ve Vídeňských novinách. V Prvotinách krásného umění redigovaných jejich redaktorem Janem Nepomukem Hromádkou (1783–1850) publikoval své básnické prvotiny.
Po návratu z Vídně pokračoval ve studiích a věnoval se literatuře. V roce 1817 vydal první z několika svazků Starobylých skládání, v nichž publikoval staré slovanské texty. Od roku 1819 pracoval ve Vlasteneckém muzeu (dnešní Národní muzeum). Nejdříve zastával úřednické místo, následně se stal kustodem numismatické sbírky, správcem jeho literárních sbírek (knihovna, archiv) a s výjimkou let 1826–1831 také sbírek historických. V těchto sbírkách objevil řadu nepochybně starých literárních památek, např. tzv. muzejní zlomek česky psané básně Alexandreida, muzejní zlomek nejstarší české frašky Mastičkář nebo latinský výkladový slovník Mater verborum. Do některých starých textů a dokumentů nepochybně zasahoval (obtahoval špatně čitelná místa nebo dopisoval chybějící pasáže), což sám přiznával a v té době to nebylo považováno za nepřípustné.
Od roku 1848 až do svého skonu přednášel na pražské univerzitě jako soukromý docent staroslověnštinu, později ruštinu, polštinu a češtinu (jazyk i literaturu).
Ve své době patřil k předním představitelům české obrozenecké slavistiky, udržoval rozsáhlé korespondenční i osobní styky se slovanským zahraničím, zejména s carským Ruskem, přičemž byl kritizován za své nekritické rusofilství.
Přes odpor Františka Palackého prosadil reformu českého pravopisu (psaní v místo w, ou místo au), která se používá dodnes. Tato reforma vycházela z práce Josefa Dobrovského.
Hanka se oženil po šestileté známosti 11. února 1822 s dcerou svého bytného Františka Mádla Barborou (1800–1869) a za svědka mu byl jeho přítel, malíř František Horčička. Manželství zůstalo bezdětné. Po roce 1846 bydleli v ulici Na Příkopě (tehdy Kolowratská třída) v muzejní budově čp. 858/II (tehdejší Nostický palác, později palác Sylva-Taroucca), protože Hanka byl zároveň správcem a domovníkem.
Václav Hanka zemřel 12. ledna 1861 o šesté hodině večerní v Praze na rakovinu žaludku. Jeho pohřbu v Praze na Vyšehradském hřbitově 15. ledna předcházel pohřební průvod od Musea království Českého, za účasti velkého počtu lidí. Barbora Hanková se po manželově smrti musela vystěhovat, trpěla nouzí a rozprodávala dědictví. Kromě svatebního portrétu, který patří k nejvýznamnějším dílům Antonína Machka, není o jejím životě nic známo. Po své smrti v roce 1869 byla pohřbena na Vyšehradě vedle hrobu svého manžela.

## Novinové zprávy o smrti a pohřbu V. Hanky
Museum království českého vykonává smutnou povinnost a dává jménem svým a jménem pozůstalé vdovy žalostnou zprávu, že v Pánu zesnul pan Vácslav Hanka, komandér c. ruského řádu sv. Anny, rytíř c. ruského řádu sv. Vladimíra, majitel velké zlaté medalie za vědu a umění, bibliothekář a kustos sbírky mincí při Museu král. Českého, vysloužilý archivář téhož Musea, translator in slavicis v král. Českém, docent české, ruské, polské a staroslovanské řeči a literatury na c. k. universitě Pražské, bývalý supplující professor české řeči a literatury na téže universitě, čestný úd c. ruských universit Vilonské a Charkovské, c. ruské společnosti pro dějiny a starožitnosti v Moskvě, historického spolku korutanského v Celovci, c. ruské veřejné knihovny v Petrohradě, řádný úd král. české společnosti nauk, činný úd Musea král. Českého, úd sboru archaeologického, dopisující úd c. ruské akademie nauk, c. zeměpisné společnosti v Rusích, učené společnosti při c. k. universitě Krakovské, Varšavské společnosti přátel věd, šleswig-holštýnské společnosti pro dějiny a starožitnosti Pomořanské, slezské společnosti pro vlastenské vzdělání, král. společnosti pro norské starožitnosti v Kodani, vědecké společnosti v Zhořelci, družstva pro jihoslovanské dějiny a starožitnosti v Záhřebě, spolku pro dějiny a starožitnosti Maklenburgské, cís. společnosti přátel dějin a starožitností v Oděsse.
Umřel, opatřen svátostmi umírajících, dne 12. ledna o 6. hodině odpoledne v 69. roce svého věku na raka v žaludku.
 Průvod pohřební povede se dne 15. ledna o 3. hodině odpoledne z Musea král. Českého na Vyšehrad na hřbitov při chrámě sv. apoštolů Petra a Pavla.
V Praze, dne 13. ledna 1861.
Národní listy
Ku včerejší zprávě o slavném pohřbu Váceslava Hanky dodáváme, že byla mrtvola zvěčnělého ve dvoře musejním při záři sterých pochodní a při žalozpěvu, jejž p. L. Procházka k té příležitosti schválně složil a četný zpěvácký spolek p. Lukesův jeho vedením zapěl, od vys. důst. světícího biskupa Krejčího s četnou assistencí skoro všech pp. farářů staroměstských a novoměstských s jich duchovenstvem vykropena, načež se průvod hnul v následujícím pořádku: Za křížem kráčeli študující vyšší reálky české a gymnasia staroměstského, pak zpěvácký spolek, potom kapucíni a františkáni, alumnové, pp. farářové a p. biskup. Za umrlčím vozem, jenž byl ozdoben křížem a věncem se slovanským trikolórem, (dar akadem. čtenářského spolku, jehož čestným členem Hanka byl) a nápisy s ruským heslem: „Польза, честь, слава" (užitek, čest, sláva); v čele ostatního průvodu kráčel císařský náměstek v Čechách p. hrabě Forgách, knížata Adolf Schvarzenberg a Salm, hrabata Clam-Martinic, Jindřich a Rudolf Chotkové, baron Hildprandt a jiní šlechticové, Strahovský p. opat Zeidler, křižovnický velmistr Beer, rektor university Dr. Tuna a děkan fakulty filosofické, Dr. Löwe s pedelem filosofické fakulty, profesoři všech fakult a techniky, mnozí členové kapituly sv. Vítské, členové kr. české společnosti nauk, deputace kr. věnného města Králové Dvora a hosp. spolku Berounského, ředitel divadla pan Thomé s českými herci, profesoři středních škol, spisovatelé, umělci, měšťané a študenti vysokých škol a lid všech stavů bez rozdílu vyznání a národnosti. Po stranách celého průvodu šlo asi 400 študentů a měšťanů s pochodněmi a asi 200 s rozžatými svícemi. Průvod se ubíral Kolovratskou třídou, širokou ulicí, po Karlově náměstí k Vyšehradu. Za můstkem přes Botič přijal průvod probošt Ruffer s kapitulou Vyšehradskou. U hrobu zavzněly opět české truchlozpěvy a modlitby a pan probošt požehnal mrtvolu naposled. Za rakví do hrobu vložena polyglotta Rukopisu Králodvorského s vavřínovým věncem, jež na červeném sametovém polštáři nesl mladý hrabě Václav Kounic, a pan kanovník Štulc měl dojímavou řeč.
Národní listy

## Literární a vědecké dílo

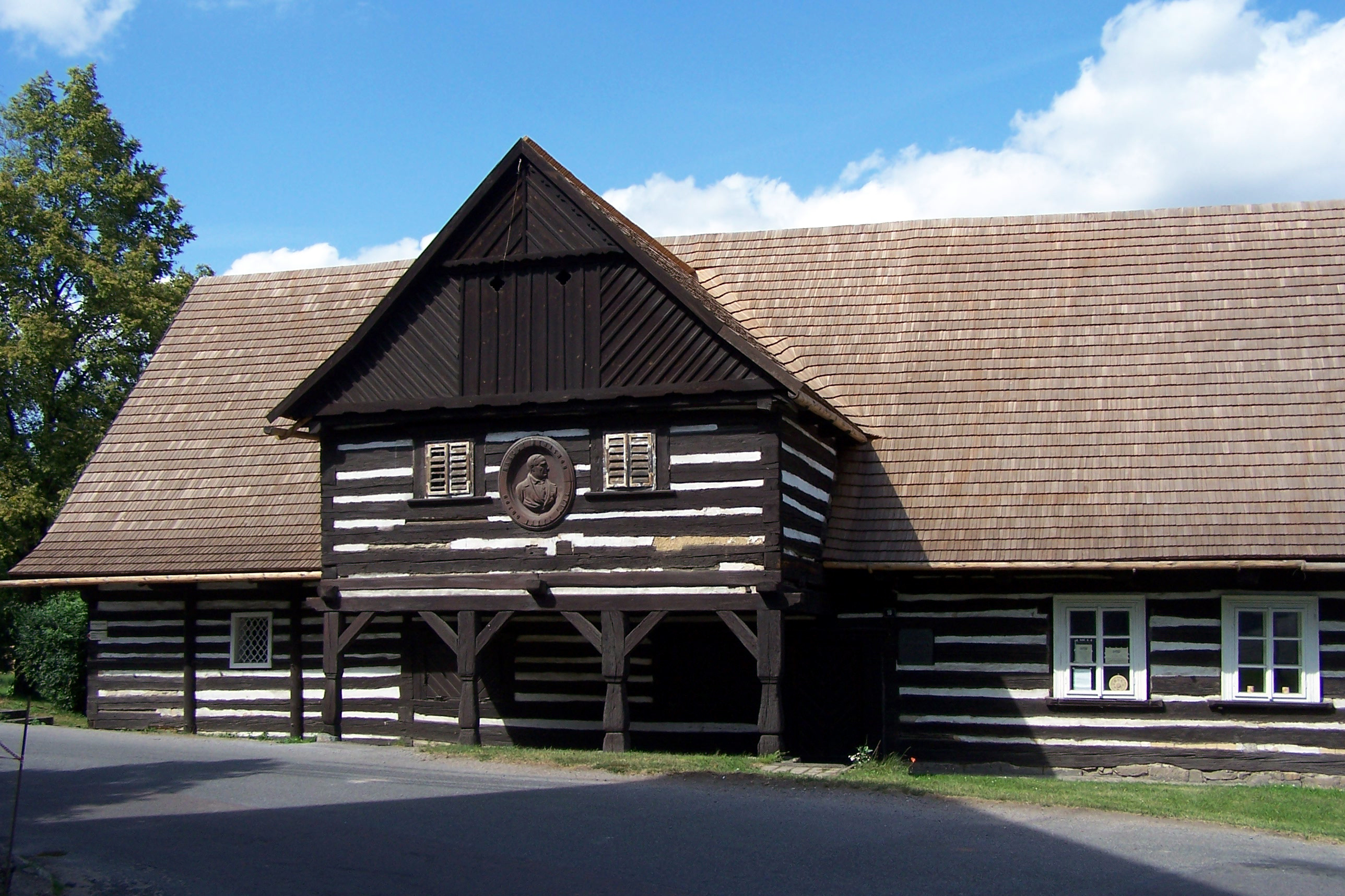
Rodný dům Václava Hanky

Kromě vlastních veršů vydával i překlady lidové poezie ostatních slovanských národů a staré literární památky (pod názvem Starobylá skládanie). Věnoval se též práci filologické (slavistika, lexikografie, pravopis). Jeho práce dosvědčují velkou píli, ale také nedostatky v metodice a závěrech, za něž byl opakovaně kritizován mj. Jungmannem a Šafaříkem. Jeho podíl na vývoji české paleoslovenistiky je uznáván zejména v rovině popularizační a učitelské.

### Poezie
- Dvanáctero písní (1815, 1816)
- Hankovy písně – rozšířené vydání Dvanáctera písní (1819). [Národní knihovna České republiky]

### Vědecká literatura
- Pravopis český podle základů gramatiky Josefa Dobrovského (1817)
- Mluvnice čili soustava českého jazyka podle Josefa Dobrovského (1822)
- Petrohradská legenda o svatém Václavu (1830)
- Sbírka nejdávnějších slovníků latinsko–českých (1833)
- České mince korunovační (1837)
- Přehled pramenů právních v Čechách (1842)
- Über den Charakter der cyrillischen Orthographie (1845)
- Analogie in der Bildung der böhmischen Zeitwörter (1845)
- Über die Grundzüge der slawischen Kirchensprache (1846)
- Počátky posvátného jazyka slovanského (1846)
- Slovanská mluvověda i dopisy z Rus (1850)
- Mluvnice polského jazyka (1850)
- Počátky ruského jazyka (1850)
- Obrazy dějin českých (1850)
- Stará pověst o Strojmírovi a Griseldě

### Překlady
- Prostonárodní srbská Musa do Čech převedená – překlady srbské lidové epiky (1817)
- Starobylá skládanie (1. svazek 1817, další postupně do 1823)
- Krátká historie slovanských národů (1818)
- Gesnerovy idylly (1819)
- Dějiny české v kamenopisně vyvedených obrazech (1820) – průřezový pohled na české dějiny tvořený složkou grafickou (litografie Antonína Machka) a složkou textovou (komentář Hankův)
- Krakováčky, aneb písně národní polské (1834)

## Padělky

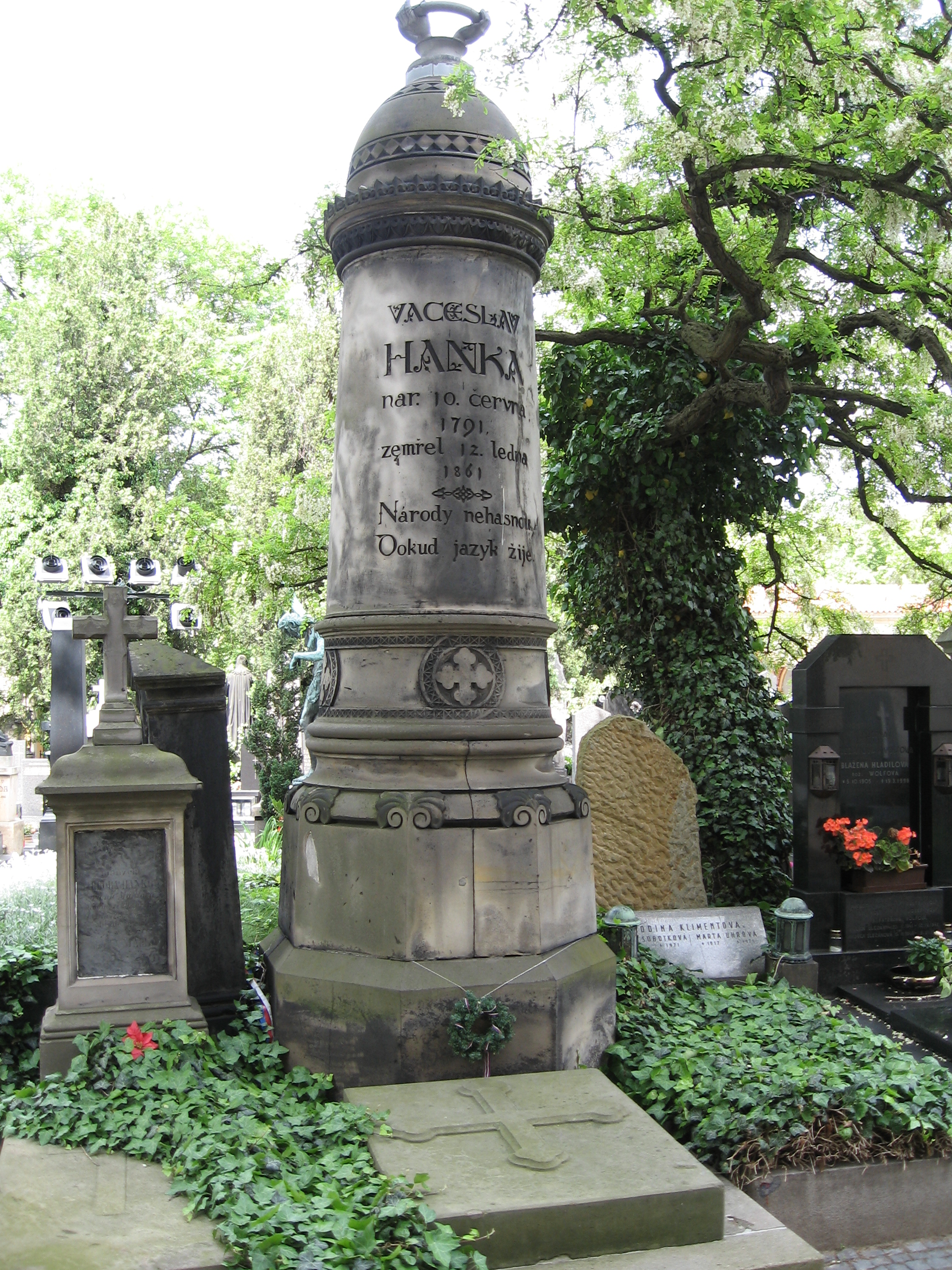
Hankův hrob na Vyšehradském hřbitově

Dnes je Václav Hanka znám především jako pravděpodobný padělatel několika „prastarých“ českých rukopisů.
V roce 1816 nalezl Hankův přítel, básník Josef Linda, tzv. Píseň Vyšehradskou – milostnou báseň údajně z 13. století. O rok později 16. září 1817 nalezl Hanka rukopis básní údajně ze 13. století, který byl podle místa nálezu (Dvůr Králové) nazván Rukopis královédvorský. V roce 1818 byl na zámku v Zelené Hoře u Nepomuku nalezen rukopis označovaný jako Libušin soud (dnes známější pod názvem Rukopis zelenohorský) údajně z 8. až 10. století. V roce 1819 nalezl univerzitní knihovník J. V. Zimmermann tzv. Píseň milostnou krále Václava. Roku 1827 byly nalezeny (opět za Hankovy asistence) staročeské glosy v Mater Verborum.
Dnes jsou tato díla (v případě Mater verborum zhruba tři čtvrtiny staročeských glos) považována většinou badatelů za padělky, které vytvořil Hanka společně s Josefem Lindou, případně s dalšími spolupracovníky – někdy se mluví o Františku Horčičkovi, Václavu Aloisi Svobodovi či Josefu Jungmannovi. Spor o rukopisy, v němž se měla jednoznačně dokázat pravost či nepravost těchto textů, byl jedním z nejvýznamnějších problémů v historii české literatury.
Období, v němž by Hanka mohl Rukopisy vyrobit, spadá do doby od konce srpna 1814, kdy se vrátil z Vídně do Prahy, do jejich nálezu v září (RK) resp. listopadu (RZ) roku 1817. Známá Hankova činnost v této době, kdy mu bylo kolem 25 let, zahrnuje pokračování ve studiu včetně úspěšných semestrálních zkoušek, tlumočnickou činnost, vedení kursů pro tzv. české učení, vydavatelskou činnost (1. svazek Starobylých skládání), vlastní autorskou činnost (Dvanáctero písní, Pravopis český podle základu gramatiky Dobrovského, Krátká historie slovanských národů) a překladatelskou činnost (Prostonárodní srbská múza). Pro výrobu Rukopisů by bylo potřeba mj. zajistit potřebný materiál, který by obstál v pozdějších zkouškách (pergamen, inkoust, barvy), psací a kreslící potřeby a prostory, kde by rozpracované dílo nenašel nikdo nepovolaný (Hanka tehdy bydlel v podnájmu), vymyslet a zapsat staročeský text, namalovat iniciály, provést finální úpravu díla a zahladit všechny stopy.
Podle některých historiků teze o Václavu Hankovi jako tvůrci Rukopisu královédvorského není příliš pravděpodobná a po skutečném autorovi bude třeba dále pátrat.

## Zajímavost
Jméno „Hanka“ je podobně jako jména dalších významných osobností na jedné z žulových desek pod okny Národního muzea v Praze, viz Dvaasedmdesát jmen české historie.